# Pablo Muñoz (Eishockeyspieler)
Pablo Muñoz (* 26. April 1987 in Jaca) ist ein spanischer Eishockeyspieler, der seit 2017 erneut beim CG Puigcerdà in der spanischen Superliga unter Vertrag steht.

## Karriere
Pablo Muñoz begann seine Karriere als Eishockeyspieler beim CH Jaca, für dessen erste Mannschaft er in der Saison 2003/04 sein Debüt in der Spanischen Superliga gab, und mit dem er in seinem Rookiejahr auf Anhieb Meister wurde. Diesen Erfolg konnte er 2005 mit seiner Mannschaft wiederholen. Anschließend wechselte er zu deren Ligarivalen FC Barcelona, mit dem er in der Saison 2008/09 ebenfalls spanischer Meister wurde. Im Anschluss an diesen Erfolg schloss sich der Flügelspieler dem CG Puigcerdà an, mit dem er 2010 die Copa del Rey, den spanischen Pokalwettbewerb, gewann.
Zur Saison 2011/12 kehrte Muñoz zum FC Barcelona zurück. Dort war er bis 2013 Spielertrainer. Anschließend ist er für den Club neben seiner Spielerrolle auch als Assistenztrainer tätig. Seit 2017 spielt er wieder für den CG Puigcerdà.

### International
Für Spanien nahm Muñoz im Juniorenbereich an den U18-Junioren-Weltmeisterschaften der Division II 2004 und 2005 sowie den U20-Junioren-Weltmeisterschaften der Division II 2004, 2005, 2006 und 2007 teil. Zudem war er Kapitän der spanischen Studentenauswahl bei der Winter-Universiade 2011 im türkischen Erzurum.
Im Seniorenbereich stand er im Aufgebot seines Landes bei den Weltmeisterschaften der Division II 2006, 2007, 2008, als er als bester Spieler seines Teams ausgezeichnet wurde, 2009, 2010, als beim Turnier in Mexiko-Stadt erstmals der Aufstieg in die Division I gelang, 2012, 2013, 2014, als er erneut zum besten Spieler seiner Mannschaft gewählt wurde, 2016 und 2018 sowie bei der Weltmeisterschaft der Division I 2011. Zudem stand er bei den Qualifikationsturnieren für die Olympischen Winterspiele 2014 in Sotschi und 2018 in Pyeongchang für die Iberer auf dem Eis.

## Erfolge und Auszeichnungen
- 2004 Spanischer Meister mit dem CH Jaca
- 2005 Spanischer Meister mit dem CH Jaca
- 2009 Spanischer Meister mit dem FC Barcelona
- 2010 Spanischer Pokalsieger mit dem CG Puigcerdà

### International
- 2010 Aufstieg in die Division I bei der Weltmeisterschaft der Division II, Gruppe A
- 2014 Aufstieg in die Division II, Gruppe A, bei der Weltmeisterschaft der Division II, Gruppe B
- 2018 Aufstieg in die Division II, Gruppe A, bei der Weltmeisterschaft der Division II, Gruppe B
- 2018 Bester Torschütze der Weltmeisterschaft der Division II, Gruppe B